# 澤野久雄
澤野 久雄（さわの ひさお、1912年12月30日 - 1992年12月17日）は、埼玉県浦和町（現・さいたま市）出身の小説家。

## 略歴
埼玉県浦和町（現・さいたま市）生まれ。埼玉県立浦和高等学校を経て、早稲田大学国文科卒。都新聞（現東京新聞）に勤務した後、1940年、朝日新聞社に入社、49年に同人誌『文学雑誌』に発表した「挽歌」が芥川賞候補になり、川端康成の恩顧を受ける。1951年、「方舟追放」で再度芥川賞候補、52年に「夜の河」を発表、三度芥川賞候補となるが落選、しかし同作は1956年に山本富士子主演で映画化され、これが代表作となった。1955年、「未知の人」で四たび芥川賞候補、遂に受賞には至らなかった。朝日新聞東京本社学芸部員だった1958年から翌年まで、夕刊に『火口湖』を連載、完結後に退職して作家専業となる。1969年には再び朝日新聞に『失踪』を連載。

## 逸話

### 煙草を巡って
愛煙家だった澤野は、1981年「たばこを吸う男の人とはけっこんしません」などと書いた少女の作文が賞をとった時に、週刊文春誌上でこれを批判し、それに対して作文募集団体の一つである日本心臓財団が抗議し話題となった。。1984年に肺がんのため左肺を切除したが健康を回復し、闘病記『生きていた』を刊行した。

### 湯川秀樹夫妻との関係
湯川秀樹の自伝『旅人』が朝日新聞に連載されたとき、同新聞社学芸部の記者をしていた澤野は、これに協力した。このとき、少年時代の秀樹を神童として描くか否かをめぐって、湯川夫妻と澤野の間に対立があったといわれる。澤野は秀樹を努力型の偉人として描くのがよいとしたのに対し、秀樹の妻スミは「湯川は小さいときから神童で、衆にすぐれていたのです」と主張したそうである。連載終了から10年ののち、澤野が1967年4月、「山頂の椅子」を『新潮』に発表したとき、世間はこれをモデル小説だとして話題にした。澤野は「この小説を書くにあたって、湯川氏を知ったということが一つの契機にはなってますが、あくまできっかけであって、書くまでの10年間のうちに、ぼくの中で発酵しているわけですから、これは今日でも創作だと確信していますね」と、モデル小説であることを否定している。湯川は取材に対し、「大いに迷惑」といいながらも、「小説家はフィクション考えられるのが仕事やから、仕方ないと思ってますよ」という受け止め方をしていた。スミは「うちのこととはあまりに違いますから、別にどうということはございません」と、さらに冷静であった。

## 著書
- 『白い王女』あやめ書房 1948
- 『被害者』大日本雄弁会講談社 1955
- 『夜の河』大日本雄弁会講談社ミリオン・ブックス　1956 のち角川文庫
- 『松前富士』角川書店 1957
- 『禁じられた唇』角川書店 1958
- 『招かれた人』角川書店 1958
- 『乙女椿』オリオン出版社〈明星文庫〉 1958
- 『どこかに橋が』雪華社 1959
- 『火口湖』新潮社 1959
- 『火の踊り』光文社 1959
- 『風と木の対話』雪華社 1959
- 『愛する権利』集英社 1960
- 『五条坂』新潮社 1960
- 『落葉樹』中央公論社 1961 のち角川文庫 1963
- 『旅情密集』講談社〈ロマン・ブックス〉 1961
- 『砂丘』東方社 1962
- 『受胎告知』毎日新聞社 1963
- 『眠れる魚』光風社 1964
- 『隠れた女』講談社 1964
- 『零の報酬』東方社 1964
- 『惑いの午後』新潮社 1964
- 『文字盤のない時計』冬樹社 1965
- 『さまよえる太陽』河出書房新社 1965
- 『明日を思わず』講談社 1966
- 『酒場の果汁』朝日新聞社 1966
- 『月の女』佼成出版社〈ヒューマンブックス〉 1966
- 『山頂の椅子』新潮社 1967
- 『二人だけの祭』サンケイ新聞出版局 1967
- 『幻想祭典』毎日新聞社 1968
- 『私の女性論』大和書房 1969
- 『円形劇場』毎日新聞社 1969
- 『旅で逢った人』日本交通公社 1970
- 『楓との対話』新潮社 1970
- 『京の影 小説 十二職物語』淡交社 1970
- 『失踪』朝日新聞社 1970
- 『八日目の休日』三笠書房 1970
- 『言葉のない手紙』朝日新聞社 1971
- 『川端康成点描 この美しい日本の人』実業之日本社 1972
- 『それぞれの宴』新潮社 1973
- 『小説川端康成』中央公論社 1974
- 『卓上流浪 だれか居る食事どき』平凡社 1974
- 『西国巡礼』平凡社〈歴史と文学の旅〉 1975
- 『未知の結婚』新潮社 1975
- 『殺意への誘い』平凡社 1976
- 『たまゆらの緑 やきもの四季の旅』学習研究社 1977
- 『愛と死の抱擁』講談社 1977
- 『堀川東入ル 自選短篇集』エポナ出版 1978
- 『美の誘惑  随想集』東京書籍 1978
- 『愛-選ぶことの哀しみ』文化出版局 1979
- 『河の運命』主婦の友社 1980
- 『虹の上の舞踏 哀愁のマリー・ローランサン』求龍堂 1980
- 『ヨーロッパ陶磁とガラスの旅』求竜堂 1982
- 『逆井橋』実業之日本社 1985
- 『生きていた 「ガン」からの生還』主婦の友社 1985　のち集英社文庫 1988
- 『還って来た男』中央公論社 1986
- 『がんのあとさき』主婦の友社 1987
- 『梅一輪安田靫彦』主婦の友社 1988
- 『高原の聖母』主婦の友社 1990

### 現代語訳
- 徳冨蘆花 『不如帰』学習研究社〈明治の古典:カラーグラフィック〉 1982